# Franc Govekar
Franc Govekar, slovenski učitelj, * 29. marec 1840, Idrija, † 30. oktober 1890, Šiška (Ljubljana).

## Življenje in delo
Osnovno šolo in učiteljišče je končal v Idriji, postal 1857 učitelj ter služboval v Šturjah (Ajdovščina), v Trnovem pri Ilirski Bistrici, na Igu (1862–1886) in od 1886 do smrti kot nadučitelj v Šiški. Deloval je kot predsednik krajevnega šolskega sveta na Igu (1870–1886), kjer je deloma tudi z lastnimi sredstvi uredil vzoren šolski vrt, ustanovil gasilsko društvo, se z vso vnemo posvečal glasbi in petju, vodil cerkveni ženski pevski zbor, ter bil kasneje zborovodja čitalniškega zbora v Šiški. Bil je marljiv dopisnik lista Učiteljski tovariš (1861–1877) v katerem je med drugim objavil Najvažnejše kmetijske resnice za ljudsko šolo (1871, št. 10–15). Za ljudske šole je spisal in založil Prirodoslovje (1871), v rokopisu je ostal daljši sestavek O praktični obravnavi Globusa v ljudski šoli, kakor tudi delo Ozir na nebes in po učnem načrtu za kmetijsko  izobraževanje sestavljeno Gospodarsko berilo. Za Mohorjevo družbo je  spisal Umnega živinorejca s posebnim ozirom na govedje (1872) ter založil Orgeljske odmeve D. Fajglja (1889). Bil je osebni Bleiweisov prijatelj in objavljal članke v Novicah in jih podpisoval s psevdonimom »Narodni učitelj«. 